# Ruska ženska vaterpolska reprezentacija
Ruska ženska vaterpolska reprezentacija predstavlja državu Rusiju u športu vaterpolu.

## Nastupi na velikim natjecanjima

### Olimpijske igre
- 2020.: 4. mjesto (zbog opće diskvalifikacije nastupali kao djevojčad ruskoga olimpijskog odbora)

### Svjetska prvenstva
- 2019.: 5. mjesto

### Europska prvenstva
- 1993.:  srebro
- 1995.: 6. mjesto
- 1997.:  srebro
- 1999.:  bronca
- 2001.:  bronca
- 2003.:  bronca
- 2006.:  zlato
- 2008.:  zlato
- 2010.:  zlato
- 2012.: 4. mjesto
- 2014.: 5. mjesto
- 2016.: 6. mjesto
- 2018.: 5. mjesto
- 2020.:  srebro